# 楚弓楚得
楚弓楚得出自中國先秦时期流传的“楚人失弓，楚人得之”的故事，后成为成语，意思為虽然失去某物，但没有落到外人手上。后来儒家、道家、佛家都對故事作出评价，认为楚弓楚得未能衝破狹隘的國家觀念。

## 原典
楚弓楚得的故事应流传于春秋战国时期，现存最早的文献记载见于《公孙龙子·迹府》，该书提到楚国的一位君主带着“繁弱之弓”和“忘归之矢”到云梦泽打猎，却把弓遗失了，他的侍臣都要去找，楚王却阻止了他们，说道：“楚人遗弓，楚人得之，又何求乎？”这则故事想表達出楚王胸襟广大，但後來演变成為成语「楚弓楚得」。
故事雖提及楚王，但并未说明是哪一位楚王。成書晚於《公孫龍子》的《吕氏春秋》甚至连楚王都未提及，只说是一个楚国人（荆人）。漢代刘向在《说苑》〈至公〉中说楚王指楚共王。唐代的《艺文类聚》〈卷六十·军器部〉中，引述《孔子家語》，说弓是“乌号之弓”。
在清朝的《儿女英雄传》中，该故事被概括为“楚弓楚得”。

## 后世评价
对楚弓楚得的故事，后来儒家、道家、佛家都有评价，立场往往是批评其具有局限性。儒家评论说不应拘泥于楚国，道家评论说不应拘泥于人，佛家评论说对弓、人、楚等概念都应超脱。
根据《公孙龙子》和《孔子家语》的记载，孔子听到了楚弓楚得的故事后，觉得楚王心胸仍不够宽广，没有尽到仁义，说道“人遗弓，人得之，何必楚也”。 他認為应该超越楚国的局限，失弓的是人，得弓的也是人，楚国人與否无关紧要。由此觀之，楚王的国家观比孔子的天下观狹窄。孔子区分了“楚人”和“人”的概念，这一点后来被公孙龙用来佐证自己的白马非马说。
《吕氏春秋·贵公》中进一步加上了道家的评论，称当老子听到楚弓楚得的故事以及孔子的评价后，说道“去其人而可矣”，表示连“人”也不必拘泥，只说“失之，得之”即可。这则评价很可能是《吕氏春秋》的附会之作，反映了道家的立场，即主张人与万物都是一样的，是自然的平等产物。
根据各派对楚弓楚得的不同立场，张远山评价说楚王是民族主义者（楚王没有说“楚王失弓”，而是说“楚人失弓”，没有区分王和民），孔子是世界主义者，而老子则是宇宙主义者。
明朝的莲池大师在《竹窗随笔》中评价说：「楚王的楚弓楚得乃是沧海之胸襟，孔子的人弓人得乃是天地之度量，虽然孔子的境界高于楚王，但仍『不能忘情于弓』，弓乃身外之物，本来就无所谓失，也无所谓得。但看到这一点仍然不够，因为这样仍然是『不能忘情于我』，而连自我都不可得，又如何去求所谓弓、人、楚呢？」 莲池大师的评价体现了佛家「空」的境界。